# Maggioriano
(Edward Gibbon, Storia del declino e della caduta dell'Impero romano, capitolo xxxvi, s.a. 457)
Giulio Valerio Maggioriano (in latino Iulius Valerius Maiorianus; 420 circa – Tortona, 7 agosto 461) è stato un imperatore e generale romano d'Occidente dal 457 al 461.
Comandante militare di un certo successo, salì al trono dopo aver deposto l'imperatore Avito. Il suo regno fu caratterizzato da una politica estera volta a restaurare il controllo romano sulle province perdute – in particolare Gallia, Hispania e Africa – e da una politica interna avente lo scopo di risollevare le finanze imperiali, garantendo al contempo equità e giustizia.
Il suo tentativo fu frustrato dai tradimenti: di alcuni suoi soldati, che causarono la perdita della flotta radunata per riprendere l'Africa ai Vandali, e del suo generale Ricimero, che lo catturò e lo uccise. Fu l'ultimo imperatore capace di tentare di risollevare le sorti dell'Impero romano d'Occidente con le proprie risorse: gli imperatori che gli succedettero fino alla caduta dell'impero nel 476/480 non ebbero il potere effettivo, ma furono strumenti di potere di generali di origine barbarica o imposti e appoggiati dalla corte d'Oriente.

## Biografia

### Origini e carriera militare
Maggioriano proveniva dall'aristocrazia militare: il suo omonimo nonno materno fu il magister militum di Teodosio I e, in qualità di comandante delle truppe dell'Illirico, assistette all'elevazione al trono dell'imperatore a Sirmio, nel 379. La figlia del magister militum Maggioriano sposò poi un ufficiale, probabilmente di nome Donnino, che si occupava di finanze nell'amministrazione di Ezio, magister militum d'Occidente, cui diede un figlio, chiamato Maggioriano in onore del nonno.

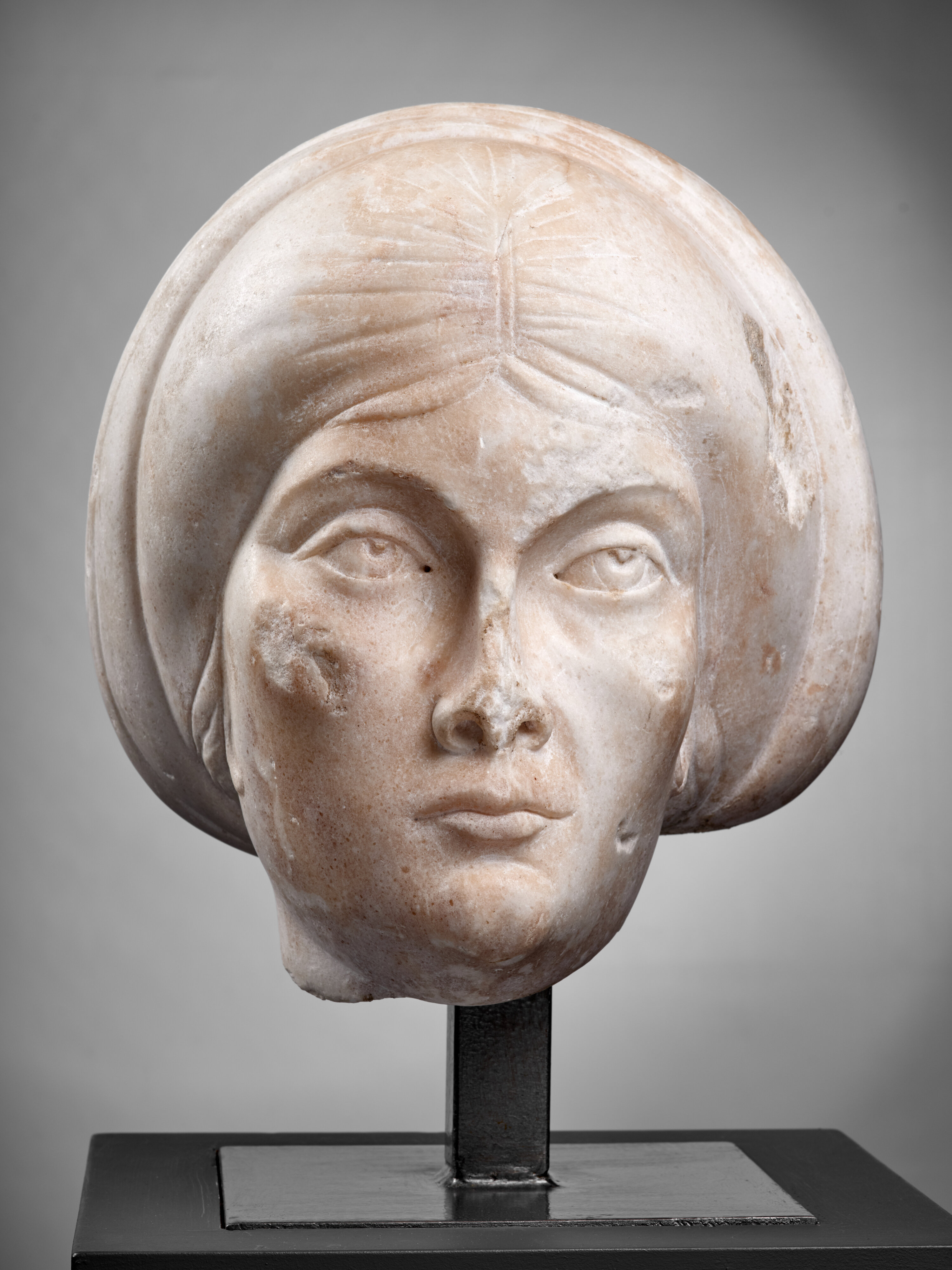
Placidia era la figlia dell'imperatore Valentiniano III, il quale intendeva darla in sposa a Maggioriano (450 circa); questo matrimonio avrebbe indebolito la posizione del potente magister militum d'Occidente, Ezio, il quale allontanò Maggioriano dal proprio stato maggiore e costrinse l'imperatore ad abbandonare i propositi di accogliere nella propria famiglia il giovane ufficiale.

Maggioriano incominciò la carriera militare proprio sotto Ezio, in Gallia, assieme a due ufficiali di origine barbara che avrebbero successivamente ricoperto posti di rilievo nell'amministrazione imperiale, il suebo-visigoto Ricimèro e il gallo Egidio. Maggioriano si distinse particolarmente per la difesa della città di Turonensis (Tours) e in uno scontro con i Franchi di re Clodione presso un luogo chiamato Vicus Helena (447 o 448), in cui svolse un ruolo di primo piano: mentre Ezio controllava la via d'uscita, Maggioriano combatté personalmente tra i ranghi della cavalleria sotto il suo comando sul vicino ponte.
Intorno al 450, l'imperatore d'Occidente Valentiniano III prese in considerazione la possibilità di dare in sposa la propria figlia minore Placidia proprio a Maggioriano. L'imperatore non aveva figli maschi e sperava quindi che questo giovane comandante mettesse fine alla successione di potenti generali che intendevano controllare l'imperatore (tra cui lo stesso Ezio); Maggioriano avrebbe avuto infatti la capacità di condurre di persona l'esercito romano, e risolvere contemporaneamente il problema della successione. Questo proposito, sebbene indirizzato a prevenire o limitare la conquista del potere da parte di Unerico o Attila, possibili successori di Ezio, cozzava col desiderio del generale di imparentarsi con la famiglia imperiale: Ezio pose quindi fine alla carriera militare di Maggioriano, allontanandolo dal proprio seguito e costringendolo a ritirarsi nella sua proprietà in campagna. Solo nel 454 Maggioriano tornò alla vita pubblica, quando, dopo aver ucciso Ezio con le proprie mani, Valentiniano III lo chiamò a sedare i malumori delle irrequiete truppe fedeli al magister militum assassinato.
Nel 455 Valentiniano III fu assassinato a sua volta e si aprì la lotta per la successione. Maggioriano vi ebbe il ruolo di candidato di Licinia Eudossia, la vedova dell'imperatore, e del proprio amico Ricimero, che puntava a divenire il nuovo Ezio. Alla fine fu eletto imperatore il senatore Petronio Massimo, che costrinse Eudossia a sposarlo e nominò Maggioriano comes domesticorum («conte dei domestici», cioè comandante della guardia imperiale), forse a parziale compensazione.
Petronio morì in occasione del sacco di Roma (maggio 455) da parte dei Vandali: se Maggioriano ebbe delle velleità di succedergli al trono, queste furono frustrate dall'elezione ad Augusto del nobile gallo-romano Avito, che godeva del sostegno delle truppe dei Visigoti. I due uomini forti dell'impero, Maggioriano e Ricimero, sostennero inizialmente il nuovo sovrano, ma quando l'appoggio dei Visigoti svanì, decisero di rovesciare l'imperatore, il quale già in agosto aveva perso il sostegno del Senato romano e si era ritirato ad Arelate, fulcro del suo potere. Nel settembre 456 Ricimero e Maggioriano si mossero con l'esercito verso Ravenna e, nei pressi della città, sorpresero e uccisero Remisto, il magister peditum di Avito; poi le truppe di Ricimero e Maggioriano si mossero verso nord, incontro all'esercito che Avito aveva raccolto ad Arelate, e nei pressi di Piacenza lo sconfissero. Maggioriano e Ricimero risparmiarono la vita di Avito, che fu però costretto a rinunciare alla porpora e a prendere i voti; Avito cercò però di fuggire verso Arelate, fu raggiunto da Maggioriano e si rifugiò in un santuario, che Maggioriano assediò causando la morte di Avito, forse per fame (inizio 457).

### Ascesa al trono

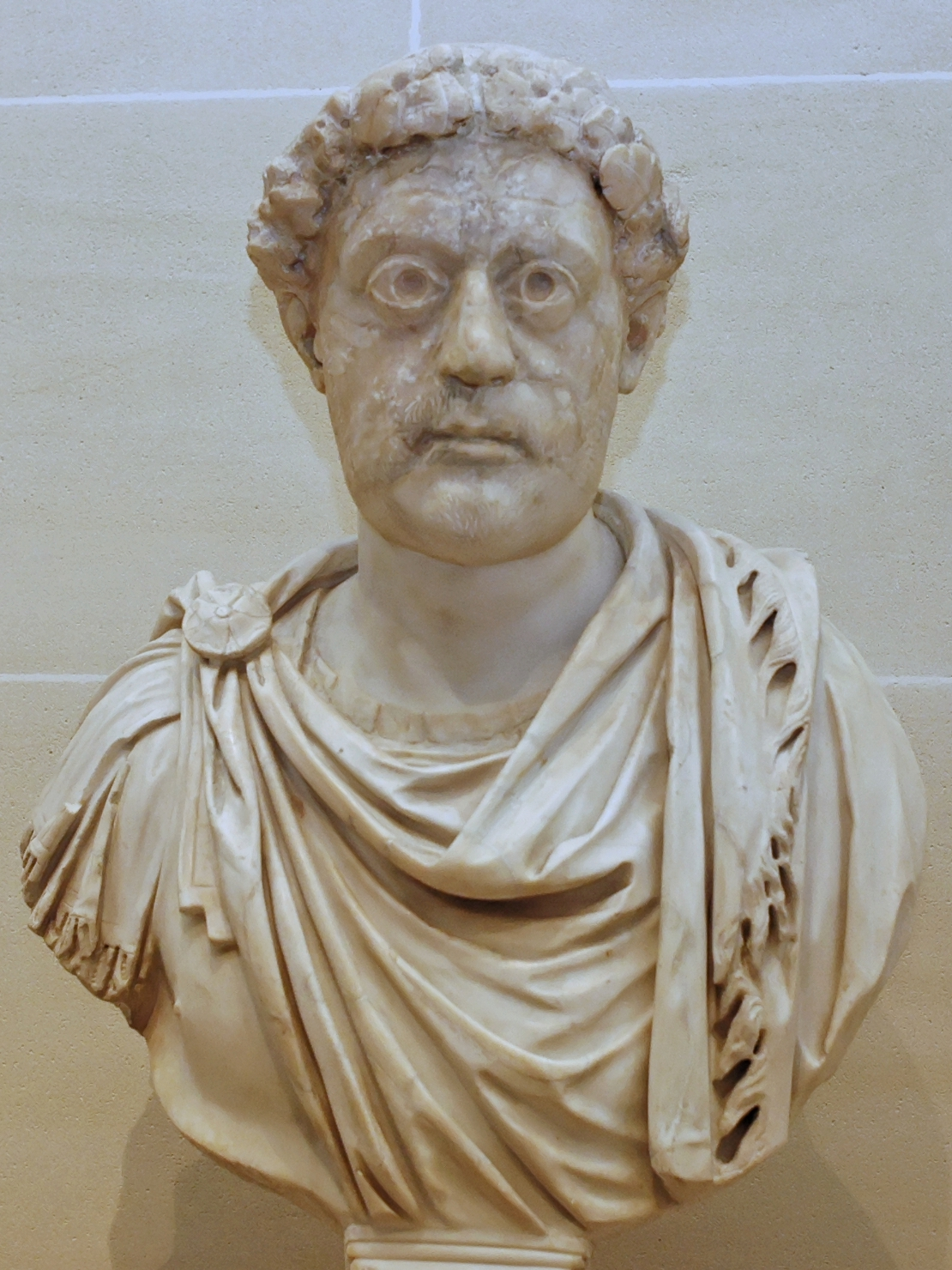
Leone I, imperatore d'Oriente, riconobbe l'elezione di Maggioriano al trono imperiale solo dopo nove mesi, il 28 dicembre 457.

Dopo la morte di Avito, Maggioriano non avanzò formalmente la propria candidatura alla porpora imperiale, se ne aveva l'intenzione: formalmente spettava al sovrano d'Oriente, che all'inizio del 457 era Marciano, designare il proprio collega d'Occidente. Marciano non poté nominare un collega, perché morì il 26 gennaio 457; a succedergli fu nominato un generale, Leone I, il quale non scelse il nuovo imperatore d'Occidente, forse allo scopo di regnare da solo. Leone decise, però, di compensare in qualche modo Maggioriano e Ricimero: il primo fu infatti nominato magister militum, il secondo patricius e magister militum (28 febbraio 457).
L'unico evento di rilievo accaduto dopo la nomina a magister fu l'invasione dell'Italia da parte di 900 Alemanni, che dalla Rezia penetrarono fino al lago Maggiore: qui si scontrarono con il contingente del comes Burcone, inviato dal proprio magister militum Maggioriano, e furono sconfitti nella battaglia dei Campi Cannini. La vittoria fu attribuita a Maggioriano stesso, che l'esercito acclamò Augusto il 1º aprile, a sei miglia da Ravenna, in un luogo chiamato ad Columellas. La scelta dell'imperatore tra i candidati Maggioriano e Ricimero era in realtà obbligata, in quanto l'origine barbarica del secondo gli precludeva la porpora imperiale; non di meno Ricimero riteneva di poter esercitare un'enorme influenza sul nuovo augusto, sia in virtù degli antichi legami incominciati quando avevano entrambi servito sotto Ezio, sia in forza del controllo esercitato sull'esercito in qualità di magister militum.
Sebbene il panegirista Sidonio Apollinare affermi che Maggioriano inizialmente rifiutò l'acclamazione, si ritiene che in realtà fosse stato Leone a non riconoscere immediatamente il nuovo Augusto d'Occidente. Va anche considerato, però, che Maggioriano era per Leone l'unico candidato alla porpora accettabile: da una parte la deposizione di Avito non era certamente stata vista negativamente dalla corte orientale, dall'altra l'unico candidato alternativo, Anicio Olibrio, aveva un indesiderabile legame di parentela con il sovrano vandalo Genserico e non aveva il sostegno dell'esercito come Maggioriano. A indizio del ritardo nel riconoscimento di Maggioriano da parte di Leone, va segnalato che la sua elevazione al trono è registrata in alcune fonti solo il 28 dicembre e che Maggioriano esercitò il proprio primo consolato, assieme a Leone I, nel 458: era infatti consuetudine che un nuovo imperatore fosse console per il primo anno incominciato essendo già augusto.

### Politica estera
L'11 gennaio 458 Maggioriano fece leggere il proprio messaggio al Senato romano, in cui esprimeva il manifesto del proprio regno. Dal tenore di questo messaggio si comprende come l'intenzione di Ricimero e del nuovo sovrano fosse di regnare insieme, Maggioriano in qualità di imperatore e Ricimero come magister militum e patricius.

#### Difesa dell'Italia
Uno dei primi compiti che il nuovo imperatore si trovò ad affrontare fu quello di consolidare il dominio sull'Italia e riprendere il controllo della Gallia, che gli si era ribellata dopo la morte dell'imperatore gallo-romano Avito; i tentativi di riconquista della Hispania e dell'Africa erano progetti in là nel futuro.
Nell'estate del 458 un gruppo di Vandali e di Mauri guidato dal cognato di Genserico sbarcò in Campania alla foce del Liri o del Garigliano e devastò la regione, saccheggiandola: la minaccia fu debellata dall'intervento dell'esercito imperiale, comandato da Maggioriano in persona, che sconfisse i Vandali nei pressi di Sinuessa e li inseguì, mentre erano appesantiti dal bottino, fino alle navi, uccidendone molti, tra cui il comandante. Maggioriano capì che doveva prendere l'iniziativa e difendere il cuore del suo impero, l'unico territorio effettivamente in suo possesso, rafforzandone le difese.
Innanzitutto ripristinò una legge di Valentiniano III riguardo alla possibilità di portare le armi e l'obbligo per i civili di difendere le città della costa dagli attacchi provenienti dal mare; si tratta della Novella Maioriani 8, altrimenti nota come De reddito iure armorum («Ritorno del diritto di portare armi»), che riprendeva una legge omonima di Valentiniano del 440, la Novella Valentiniani 9, promulgata anche questa dopo un attacco dei Vandali; probabilmente sempre allo stesso periodo risale la legge nota come De aurigis et seditiosis («Aurighi e sediziosi»), la Novella Maioriani 12, contro i disordini in occasione delle gare di carri: entrambe le leggi non sono pervenute. Come seconda disposizione si curò di rinforzare l'esercito, assoldando un forte contingente di mercenari barbari; tra questi c'erano Gepidi, Ostrogoti, Rugi, Burgundi, Unni, Bastarni, Suebi, Sciti e Alani. Infine riorganizzò due flotte, probabilmente quelle di Miseno e Ravenna, in quanto i Vandali erano forti per mare.

#### Conquista della Gallia

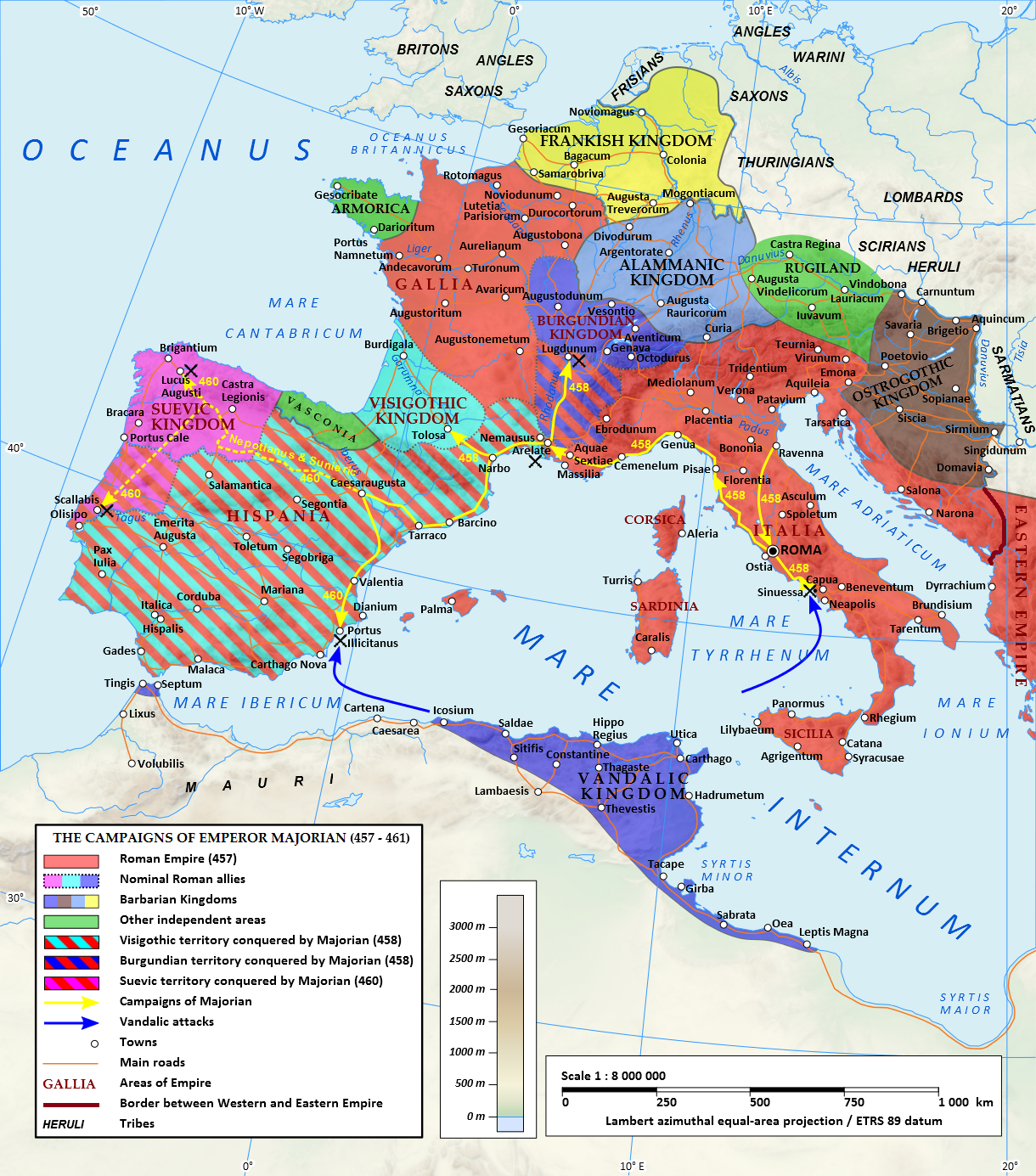
L'Impero romano d'Occidente sotto Maggioriano. Si noti come l'Illirico fosse solo nominalmente sotto il dominio dell'imperatore, mentre il potere effettivo era tenuto dal comes Marcellino; anche la Gallia e parte dell'Hispania erano di fatto, all'inizio del regno di Maggioriano, fuori dal controllo dell'imperatore, in quanto occupate dai Visigoti.

Si rivolse poi alla Gallia, che aveva rifiutato di riconoscerlo come il successore dell'imperatore gallo-romano Avito. È noto infatti come vi fosse nata una congiura con un tentativo di usurpazione; la Prefettura del pretorio delle Gallie era stata poi assunta da Peonio (membro della congiura) senza il consenso del governo centrale; una delegazione della città di Lione, la quale si era lasciata occupare dai Burgundi di re Gundioco alla morte di Avito, si rivolse all'imperatore d'Oriente per avere l'esenzione dalle tasse; i Visigoti di Teodorico II penetrarono nella Gallia dall'Iberia e puntarono su Arelate. È poi significativo che un'iscrizione del 458 ritrovata in Gallia fu datata col solo consolato di Leone I; tipicamente le iscrizioni venivano datate con l'indicazione dei due consoli in carica per l'anno: il fatto che questa iscrizione, a Lione, portasse il nome di Leone ma non quello di Maggioriano mostra come solo il primo venisse riconosciuto come imperatore legittimo.
Maggioriano inviò in Gallia il suo generale Egidio, che liberò Lione e la sua regione dai Burgundi ed entrò poi ad Arelate; qui fu messo sotto assedio dai Visigoti. Nel tardo 458 Maggioriano portò il suo esercito, rafforzato da un contingente di barbari, in Gallia: l'imperatore condusse personalmente l'azione, lasciando persino Ricimero in Italia e avvalendosi della collaborazione del magister militiae Nepoziano. L'attacco imperiale ruppe l'assedio dei Visigoti contro Arelate, costringendoli a ritornare nella condizione di foederati e di riconsegnare la diocesi di Spagna, che Teodorico aveva conquistato tre anni prima a nome di Avito; l'imperatore mise il proprio ex-commilitone Egidio a capo della provincia, nominandolo magister militum per Gallias e inviò dei messi in Hispania ad annunciare la propria vittoria sui Visigoti e l'accordo raggiunto con Teodorico. Con l'aiuto dei suoi nuovi foederati, Maggioriano penetrò nella valle del Rodano, conquistandola sia con la forza sia con la diplomazia: riprese Lione dopo un assedio, condannando la città a pagare una forte indennità di guerra, mentre i Bagaudi furono convinti a schierarsi con l'impero.
Una volta ripreso il controllo della parte dell'impero che più aveva osteggiato la sua ascesa al potere, Maggioriano dimostrò però che la sua intenzione era quella di riconciliarsi con la Gallia, malgrado la nobiltà gallo-romana avesse preso le parti di Avito: significativo è il fatto che il poeta Sidonio Apollinare, genero di Avito e colpevole di aver accolto i Burgundi nelle sue proprietà, ottenesse di poter declamare un panegirico all'imperatore (inizio di gennaio 459), forse grazie all'intercessione del magister epistularum Pietro, ricevendo probabilmente in cambio il titolo di comes spectabilis; a Peonio fu confermata la carica e gli fu garantita la promozione quando fu poi congedato; sicuramente molto più efficace fu la concessione della esenzione dalle tasse alla città di Lione, e il mantenimento dei nobili gallici negli incarichi più prestigiosi dell'amministrazione imperiale.

#### Contro Visigoti e Vandali
Il passo successivo fu l'attacco contro i Visigoti, che avevano occupato la Spagna approfittando della confusione seguita al sacco di Roma del 455; la Spagna avrebbe poi fornito la base per l'offensiva contro i Vandali, che tenevano la provincia più ricca dell'Impero d'Occidente, quell'Africa che era anche fonte della fornitura di grano per la città di Roma. Lo storico Procopio di Cesarea racconta che Maggioriano, volendo scoprire il grado di preparazione militare dei Vandali, si tinse di nero i capelli biondi per cui era famoso e, fingendosi un ambasciatore, andò personalmente dal re vandalo Genserico in Africa, dove gli furono mostrate le armi dei barbari; al di là della veridicità di questo episodio (non si può non notare che Procopio stesso racconta un episodio simile riguardo allo stesso Genserico e Marciano), è vero che Maggioriano si premurò di curare attentamente la spedizione, raccogliendo informazioni sul nemico e organizzando una flotta di trecento navi, costruite in Italia, con compiti di sostegno alla conquista della Spagna e di invasione dell'Africa.
Fu probabilmente in questa occasione che inviò il comes e patricius occidentis Marcellino in Sicilia, a invadere l'isola occupata dai Vandali con un esercito di Unni. Marcellino era il comes rei militaris (governatore) della provincia dell'Illiria, ma di fatto, a partire dalla morte di Flavio Ezio, si era reso indipendente grazie al controllo di un forte esercito, non riconoscendo l'autorità imperiale: Maggioriano era riuscito a convincerlo a riconoscere nuovamente l'autorità dell'imperatore e persino a collaborare militarmente agli sforzi dell'Impero.
Dopo dei preparativi iniziali durati tutto il 459 sotto il comando di Nepoziano e del comes goto Sunierico e volti contro i Suebi, Maggioriano raccolse dunque l'esercito in Liguria e incominciò l'occupazione della Spagna, passando dall'Aquitania e dalla Novempopulana e provenendo dunque dalla corte di Teodorico a Tolosa (maggio 460). Nel frattempo Genserico, temendo l'invasione romana, cercò di negoziare una pace con Maggioriano, il quale la rifiutò; il re dei Vandali decise allora di distruggere tutte le fonti di approvvigionamento nella Mauretania, in quanto riteneva che quello fosse il luogo dove Maggioriano e il suo esercito sarebbero sbarcati per invadere l'Africa, e fece fare delle incursioni alla propria flotta nelle acque vicine alla zona di sbarco. Intanto Maggioriano stava conquistando la Spagna: mentre Nepoziano e Sunierico sconfiggevano i Suebi a Lucus Augusti e conquistavano Scallabis in Lusitania, l'imperatore passò da Caesaraugusta (Saragozza), dove fece un adventus imperiale formale, e aveva raggiunto la Cartaginense, quando la sua flotta, attraccata a Portus Illicitanus (vicino a Elche), fu distrutta dai Vandali, per mano di traditori.
Maggioriano, privato di quella flotta che gli era necessaria per l'invasione, non poté portare l'attacco contro i Vandali e si mise sulla via del ritorno. Lungo la strada, ricevette gli ambasciatori di Genserico con la proposta di una pace, che probabilmente prevedeva il riconoscimento romano dell'occupazione de facto della Mauretania da parte vandala, dato che una fonte romana la definisce «disonorevole»; Maggioriano accettò i termini di questa intesa, forse in quanto la coalizione di cui era a capo era stata indebolita dalla perdita della flotta. Sulla via per l'Italia l'imperatore si fermò ad Arelate.

### Politica interna
La politica interna di Maggioriano è meglio nota di quella degli altri imperatori della sua epoca in quanto alcune sue leggi, note come Novellae, furono copiate in un'opera intitolata Breviarium e compilata da giuristi gallo-romani nel 506 per volere del re dei Visigoti Alarico II.
- Novella Maioriani 1, De ortu imperii domini Majoriani Augusti, discorso inaugurale del suo regno rivolto al Senato romano (Ravenna, 11 gennaio 458)
- Novella Maioriani 2, De indulgentiis reliquorum, sulla remissione dei debiti pregressi (Ravenna, 11 marzo 458)
- Novella Maioriani 3, De defensoribus civitatum, sulla figura del defensor civitatum (Ravenna, 8 maggio 458)
- Novella Maioriani 4, De aedificiis pubblicis, sulla conservazione dei monumenti di Roma (Ravenna, 11 luglio 458)
- Novella Maioriani 5, De bonis caducis sive proscriptorum, sui funzionari che trattengono per sé le tasse raccolte
- Novella Maioriani 6, De sanctimonialibus vel viduis et de successionibus earum, sulle donne che prendono i voti e le loro eredità (Ravenna, 26 ottobre 458)
- Novella Maioriani 7, De curialibus et de agnatione vel distractione praediorum et de ceteris negotiis, sui decurioni e sul denaro da accettare per le tasse (Ravenna, 6 novembre 458)
- Novella Maioriani 8, De reddito iure armorum, sul diritto a portare le armi
- Novella Maioriani 9, De Adulteriis, conferma che gli adulteri devono essere messi a morte (Gallia, 17 aprile 459)
- Novella Maioriani 10, di cui rimane solo l'inizio
- Novella Maioriani 11, De episcopali iudicio et ne quis invitus clericus ordinetur vel de ceteris negotiis, sulle ordinazioni forzate per questioni ereditarie (Arles, 28 marzo 460)
- Novella Maioriani 12, De aurigis et seditiosis, di cui rimane solo il titolo.

La legislazione di Maggioriano andò quindi a toccare una serie di argomenti estremamente rilevanti, di ordine sociale ed economico: l'Augusto si occupò di regolare le tasse e i relativi procedimenti di esazione (Novella Maioriani 2 e 5), il ruolo dei curiali e gli abusi dei funzionari (Novella Maioriani 3, 5 e 7), sulle questioni ereditarie legate alla Chiesa (Novella Maioriani 6 e 11). I provvedimenti di Maggioriano si rifacevano all'indirizzo legislativo impartito da Valentiniano e da personaggi della corte legati a Ezio e alla gens Anicia, e volti a implementare un'amministrazione fiscale che fosse più equa e che difendesse i curiali dallo strapotere dei palatini; questo ovviamente non poté far piacere agli esponenti dell'altra fazione principale della politica italica del V secolo, la gens Decia, il cui maggiore esponente, Cecina Decio Basilio, ricopriva l'importante carica di Prefetto del pretorio d'Italia.

#### Politica fiscale e monetazione

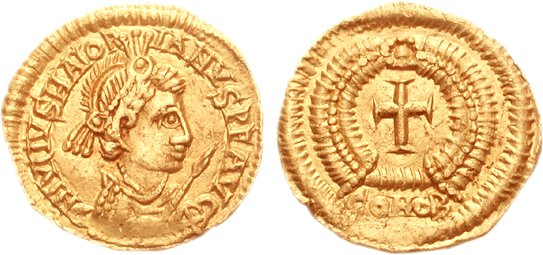
Tremisse coniato da un sovrano visigoto a nome di Maggioriano: la moneta fu coniata ad Arelate tra il 457 e il 507 dai Visigoti, ma recava l'effigie e il nome dell'imperatore romano, corrotto in iviivs haiorianvs. Queste monete, coniate dai Visigoti a imitazione delle monete imperiali, contenevano meno oro delle originali; per questo motivo, probabilmente, Maggioriano decretò che gli esattori delle tasse dovessero accettare tutte le monete d'oro al loro valore nominale, tranne quelle galliche, di valore inferiore.

A differenza dei suoi predecessori, Maggioriano comprese che avrebbe potuto governare efficacemente solo con l'appoggio dell'aristocrazia senatoriale, cui intese restituire un ruolo di rilievo; contemporaneamente, l'imperatore volle anche contenerne gli abusi, in quanto molti senatori erano ormai abituati a coltivare il proprio potere locale a scapito del potere centrale, giungendo persino a non pagare le tasse e a non rimettere allo Stato centrale quelle riscosse. Questo atteggiamento danneggiava tutto l'apparato statale, poiché il peso delle tasse ricadeva sui possidenti terrieri di rango inferiore, sui cittadini e sui funzionari locali, come i decurioni, responsabili di rifondere tutte le tasse non esatte, portando a un fenomeno di abbandono della carica cui aveva già dovuto fare fronte l'imperatore Giuliano (361–363). Del resto, dato l'elevato credito fiscale pregresso, l'imperatore era cosciente del fatto che una politica di rigore nell'esazione delle tasse non avrebbe avuto successo senza un condono che cancellasse gli enormi debiti dell'aristocrazia con l'erario statale.
L'11 marzo 458 fu promulgata la Novella Maioriani 2, intitolata De indulgentiis reliquorum («Remissione dei debiti pregressi»), una legge con la quale l'imperatore rimise tutti i debiti fiscali maturati fino al 1º gennaio di quell'anno da parte dei proprietari terrieri; la stessa legge toglieva il diritto di esigere le tasse a tutti gli ufficiali pubblici, che avevano dimostrato di tenere per sé la maggior parte delle tasse raccolte, riconsegnandolo ai soli governatori. Anche la successiva Novella Maioriani 5, promulgata il 4 settembre e intitolata De bonis caducis sive proscriptorum («Le proprietà abbandonate e quelle appartenenti ai proscritti»), aveva lo scopo di riordinare il fisco imperiale, proibendo abusi nella raccolta: ordinava al comes privatae largitionis Ennodio di ammonire i giudici provinciali a non perpetrare frodi ai danni del fisco imperiale trattenendo per sé parte delle tasse esatte.
L'8 maggio 458 fu promulgata la Novella Maioriani 3, De defensoribus civitatum («I difensori civici»), con la quale l'imperatore intendeva rinvigorire la figura del defensor civitatis, nata per rappresentare gli interessi dei cittadini vessati dall'amministrazione pubblica, specie per quanto riguardava le questioni fiscali: la figura non era caduta in disuso, ma aveva perso di efficacia, in quanto tale carica era ricoperta proprio da coloro che vessavano la popolazione. Il 6 novembre dello stesso anno Maggioriano promulgò la Novella Maioriani 7, intitolata «I decurioni e la ricezione in eredità e l'alienazione delle proprietà e altre questioni», con la quale perdonava le passate infrazioni, ma impediva ai decurioni di abbandonare il proprio rango sposando schiave o donne imparentate con umili fattori e proibiva loro di alienare i propri terreni.
Maggioriano coniò monete d'oro, argento e bronzo. La monetazione aurea, coniata in grandi quantità, lo raffigura, con poche eccezioni, con un ritratto con elmo, lancia e scudo con chi-rho, girato verso destra; si tratta di una tipologia derivata da una rara emissione di Ravenna di Onorio e utilizzata in quantità solo da Maggioriano, mentre fu abbandonata dai suoi successori. Le prime emissioni di solidi furono probabilmente prodotte a Ravenna e mostrano al rovescio i ritratti di Maggioriano e Leone I, suggerendo il mutuo riconoscimento dei due imperatori. Le zecche di Ravenna e Milano produssero entrambe, sin dall'inizio del suo regno, sia solidi sia tremissi; non sono note emissioni di semissi, in quanto queste erano tradizionalmente coniate a Roma e la zecca dell'Urbe non produsse emissioni auree per Maggioriano, forse in quanto non si recò mai nell'antica capitale imperiale. Nel 458 la produzione di solidi è attestata anche per la zecca di Arelate, a testimoniare la presenza dell'imperatore in Gallia; la produzione fu ripresa poi nel 460, al ritorno dell'imperatore dalla campagna in Spagna. I Visigoti coniarono delle riproduzioni di suoi solidi; il modello furono proprio le monete di Maggioriano coniate ad Arelate: queste erano solo solidi, e quindi le imitazioni visigote usarono i disegni dei solidi anche per i tremissi.
La monetazione argentea fu prodotta quasi esclusivamente dalle zecche galliche; si ritiene che sia possibile che queste monete non fossero prodotte affatto da Maggioriano, ma piuttosto fossero coniate da Egidio dopo la morte del suo imperatore, per dimostrare il mancato riconoscimento del suo successore, Libio Severo. Maggioriano produsse grandi quantità di nummi di gran peso, principalmente nelle zecche di Milano e Ravenna, e alcuni contorniati, principalmente a Roma ma probabilmente anche a Ravenna.

#### Politica sociale
Con l'avvento del Cristianesimo, si diffuse tra le famiglie facoltose la pratica di far prendere i voti alle proprie figlie, allo scopo di non disperdere il patrimonio familiare. Maggioriano considerò questa pratica dannosa per lo Stato: sia perché impediva a giovani donne romane di procreare dei figli, utili all'Impero, sia in quanto riteneva che l'obbligo di prendere il voto di castità spingesse queste ragazze verso unioni illegali. Il 26 ottobre 458 l'imperatore indirizzò al Prefetto del pretorio d'Italia Basilio la Novella Maioriani 6, in cui fissava l'età minima per prendere i voti a 40 anni, età alla quale riteneva che le pulsioni sessuali delle iniziate fossero ormai sopite; concesse inoltre alle donne che erano state obbligate a prendere i voti, ed erano state successivamente diseredate, di avere gli stessi diritti dei propri fratelli e sorelle sull'eredità dei genitori. Sempre allo scopo di risolvere il problema del declino della popolazione romana, specie rispetto alla crescita delle popolazioni barbare stanziate all'interno dei confini imperiali, Maggioriano affrontò il problema delle donne rimaste vedove da giovani e senza figli che non si risposavano a causa dell'influenza del clero religioso, cui destinavano nei testamenti i propri beni: anche alle giovani vedove fu quindi proibito di prendere i voti.
Con lo stesso provvedimento, e distinguendosi in questo dalla politica dell'Impero d'Oriente, Maggioriano ribadì che dote e donazione nuziale dovessero avere lo stesso valore e che non era valido un matrimonio in cui vi era la donazione nuziale ma non la dote; contemporaneamente pose fine alla pratica di richiedere doni pre-nuziali di valore notevolmente superiore alla dote.

#### Rapporti con l'aristocrazia senatoriale

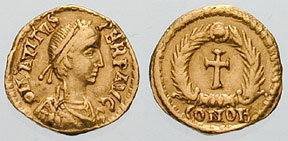
Eparchio Avito, predecessore di Maggioriano sul trono imperiale, si alienò il sostegno dell'aristocrazia senatoriale romana appuntando esponenti dell'aristocrazia gallo-romana di cui faceva parte ai principali posti dell'amministrazione imperiale; fu rovesciato proprio da Maggioriano, il quale non ripeté lo stesso errore e ruotò le cariche principali tra gli esponenti di entrambe le aristocrazie

Maggioriano comprese anche che uno degli errori del suo predecessore Avito era stato quello di fare affidamento sull'aristocrazia senatoriale di una sola parte dell'impero, nel caso di Avito la Gallia, che invece non aveva riconosciuto Maggioriano. Quando dunque riprese militarmente il controllo di questa regione, decise di guadagnarsi il favore dell'aristocrazia senatoriale locale rendendola compartecipe alla gestione del potere assieme a quella italica, che invece lo aveva sostenuto sin dall'inizio. Un indizio di questa politica è data dalla provenienza dei quattro consoli designati da Maggioriano e degli alti funzionari della sua corte: dopo la scelta tradizionale di sé stesso per il primo anno (458) e di colui col quale effettivamente divideva il potere, Ricimero, per il secondo, Maggioriano scelse come console per il 460 il senatore gallico Magno, che aveva già elevato alla prefettura del pretorio delle Gallie nel 458, e per il 461 il senatore di origine italica Severino, che già aveva ricoperto delle cariche sotto Avito. Alla prefettura del pretorio d'Italia era stato nominato l'italico Cecina Decio Basilio, che aveva dei rapporti con il gallico Sidonio Apollinare, mentre il comes privatae largitionis era Ennodio, imparentato con una famiglia che aveva degli interessi ad Arelate.
Una testimonianza del suo atteggiamento verso i senatori è costituita dal messaggio che inviò al Senato al momento della sua elezione a imperatore, in cui prometteva che non avrebbe prestato orecchio ai delatori, molto temuti in quanto causa, talvolta artificiosamente creata dagli imperatori stessi, della caduta di personaggi importanti. Che Maggioriano abbia tenuto fede alla sua promessa è attestato da un episodio riportato da Sidonio Apollinare, in cui al poeta sarebbe stato attribuito un libello anonimo contro alcuni personaggi di rilievo: Maggioriano, invitato a pranzo il poeta, disinnescò con arguzia l'attacco.
Va però notato come una parte della legislazione di Maggioriano andasse a inserirsi nel contrasto politico tra le due famiglie più potenti dell'Italia tardo imperiale, quello tra la gens Anicia e la gens Caeionia-Decia, schierandosi per la prima, malgrado un esponente di quest'ultima famiglia, Cecina Decio Basilio, ricoprisse l'importante incarico di Prefetto del pretorio d'Italia. Maggioriano non esitò infatti a rifarsi più volte alla politica dell'imperatore Valentiniano, dando alla propria legislazione un'impronta molto più vicina agli interessi della gens Anicia, ed è dunque molto verosimile che né Basilio né Ricimero (il cui nome non compare tra coloro che promossero le Novelle maiorianee) fossero molto contenti dell'impostazione scelta dall'Augusto; non è un caso che la prima legge promulgata da Libio Severo, successore di Maggioriano scelto proprio da Ricimero e probabilmente da Basilio, abbia abrogato i capi più controversi della iniusta legge di Maggioriano.

#### Protezione dei monumenti di Roma
Già a partire dall'inizio del IV secolo i monumenti di Roma e, in genere, gli edifici di certo pregio rimasti in stato di abbandono per cause diverse, erano utilizzati in misura crescente come vere e proprie cave per materiali edilizi pregiati, in quanto tale pratica risultava più economica e pratica rispetto all'importazione da luoghi remoti, talora resi difficili o impossibili da raggiungere nelle province (specie a seguito del «regime di quasi autarchia imposto alla penisola dai Vandali»); i magistrati romani concedevano, dietro petizione, l'uso di marmi, pietre e mattoni di recupero da demolizione per lavori di costruzione, consentendo così la distruzione degli antichi monumenti. Per far fronte a questo fenomeno Maggioriano promulgò allora una legge (Novella Maioriani 4, promulgata a Ravenna l'11 luglio 458) che riservava all'imperatore o ai senatori la potestà di decidere se vi fossero le condizioni estreme che giustificassero la demolizione di un edificio antico; la pena per i magistrati che si arrogavano il diritto di concedere i permessi era di 50 libbre d'oro, mentre i loro subordinati sarebbero stati frustati e avrebbero avuto entrambe le mani amputate.

### Morte
L'ironia della sorte volle che come il destino del suo predecessore Avito era stato segnato dal tradimento di Ricimero e di Maggioriano e dal congedo della sua guardia germanica dell'imperatore, così il fato di Maggioriano stesso fu deciso dal congedo della maggior parte del suo esercito, che egli non poteva più stipendiare, e dal complotto di Ricimero. Mentre, infatti, l'imperatore era stato impegnato lontano dall'Italia, il patricius et magister militum barbaro aveva coagulato intorno a sé l'opposizione a quello che tempo prima era stato suo commilitone e col quale, appena pochi anni prima, aveva coltivato sogni di potere: la politica di Maggioriano aveva dimostrato infatti che l'imperatore aveva intenzione di intervenire decisamente sulle problematiche che affliggevano l'impero, anche a costo di colpire gli interessi di influenti aristocratici.
Dopo aver passato del tempo ad Arelate, sua base alla fine dell'operazione contro i Vandali in Spagna, Maggioriano congedò il proprio esercito, e accompagnato solo da una piccola scorta, forse composta dai suoi protectores domestici, si mise in viaggio per Roma, dove intendeva effettuare delle riforme. Ricimero andò incontro a Maggioriano con un contingente e, raggiuntolo nei pressi di Tortona (non molto distante da Piacenza, dove era stato ucciso Avito), lo fece arrestare e deporre (2 agosto). L'imperatore, privato della veste e del diadema, fu picchiato e torturato e, dopo cinque giorni, decapitato nei pressi del fiume Ira o Ilyra (7 agosto 461): aveva circa quarant'anni e aveva regnato per quattro. Ricimero, che secondo la fonte contemporanea Idazio aveva agito per livore e dietro consigli di nemici dell'imperatore, impedì che Maggioriano fosse sepolto degnamente.
Procopio di Cesarea non cita il ritorno dell'imperatore dalla Spagna e afferma che Maggioriano morì di dissenteria; Giovanni Malala afferma invece che Ricimero fece uccidere Maggioriano perché l'augusto si sarebbe alleato con Genserico contro il proprio generale: probabilmente entrambe queste notizie derivano dalla propaganda di Ricimero volta a motivare la scomparsa dell'imperatore.
Dopo la morte di Maggioriano, Ricimero decise di mettere sul trono imperiale qualcuno che riteneva in grado di manipolare, e scelse il senatore Libio Severo (19 novembre), che non aveva alcuna distinzione: il nuovo imperatore non fu però riconosciuto da nessuno dei collaboratori militari di Maggioriano, né da Egidio in Gallia, né da Marcellino in Sicilia e Illiria, né da Nepoziano in Hispania.
Una tradizione locale vuole che il mausoleo di Maggioriano si trovi a Tortona, inglobato nella canonica della chiesa di San Matteo; la piccola costruzione in questione, di forma quasi quadrata, è però databile al I secolo a.C.

## Giudizi su Maggioriano

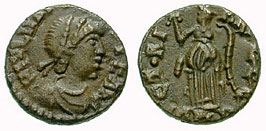
Moneta coniata a nome di Maggioriano; al rovescio una Vittoria.

Si afferma talvolta che Maggioriano fu un imperatore voluto dal potente generale barbaro Ricimero, il quale, impossibilitato ad avocare a sé il titolo imperiale, avrebbe posto il suo ex-commilitone sul trono, ma avrebbe poi di fatto governato, o per lo meno che questa fosse la sua intenzione. Sebbene questo punto di vista trovi qualche conferma nella elezione da parte di Ricimero di «imperatori-marionetta», come Libio Severo e Anicio Olibrio, non è verosimile che il magister militum pensasse di fare lo stesso con Maggioriano, militare esperto e comandante della guardia imperiale, inserito nell'aristocrazia italica. Più verosimile è che Ricimero si rendesse conto delle difficoltà incontrate in quanto barbaro e ariano e che quindi intendesse dividere il potere con Maggioriano, esercitando la propria influenza in maniera non dissimile da come avevano fatto prima di lui Stilicone ed Ezio.
Sotto un diverso profilo, Maggioriano è considerato un precursore della tutela dei monumenti dell'antica Roma; promulgò infatti un editto con cui arginava perentoriamente il diffuso e crescente malcostume secondo il quale, anche con il consenso delle autorità, si praticava la demolizione di monumenti – da lui viceversa riconosciuti come degne testimonianze del passato – al fine di reimpiegare il materiale di spoglio nelle nuove costruzioni.
In generale, Maggioriano riscosse il favore di molti storici, antichi e moderni. Gaio Sollio Sidonio Apollinare, poeta gallo-romano schieratosi dalla parte di Avito e che si trovava a Lione quando questa fu conquistata da Maggioriano, descrive ampiamente l'imperatore nel panegirico e nelle lettere; racconta persino di una cena tenutasi ad Arelate nel 461 e alla quale partecipò alla mensa di Maggioriano, in cui il sovrano si dimostrò istruito, educato e affabile, ignorando le accuse di alcuni delatori contro il poeta. Procopio di Cesarea, storico di Giustiniano I e che quindi scriveva un secolo dopo i fatti, affermò:
(Procopio di Cesarea, Guerra vandalica, vii.4–13)
Lo storico britannico Edward Gibbon (1737–1794), autore di una monumentale e influente Storia del declino e della caduta dell'Impero romano, si espresse entusiasticamente nei confronti di questo imperatore:
(Edward Gibbon, Storia del declino e della caduta dell'Impero romano, capitolo xxxvi, §4, s.a. 457)